# دي روفيغو
دي روفيغو (بالفرنسية: Anne Jean Marie René Savary)‏ أو آن جان ماري روني صافاري (1774م-1833م) هو رجل عسكري فرنسي ساهم في احتلال الجزائر.

## احتلال الجزائر

### مقاومة متيجة
في شهر ديسمبر من عام 1832م عين «صافاري دي روفيغو» في منصب الحاكم العام للجزائر، وهو شخص معروف بالقسوة والوحشية.
وبمجرد وصوله للجزائر استأنف مشاريع الزحف نحو الداخل واستغل حادثة مقتل مبعوثي «فرحات بن سعيد» في مضارب «قبيلة العوفية» ليرتكب مجزرة في حق هذه القبيلة التي هاجمها الجيش الفرنسي ليلا في أفريل من عام 1832م وأبادها عن بكرة أبيها، ولم يكتف بذلك بل قام باختطاف «العربي بن موسى» قائد «وطن بني خليل» و«مسعود بن عبد الواد» قائد «السبت» وقتلهم فيما بعد وفرض ضرائب باهظة على سكان مدينة الجزائر والمناطق المجاورة.
وأدت هذه الوحشية إلى استئناف المقاومة الشعبية من جديد خاصة بعد هروب الشيخ «محي الدين بن مبارك» والتحاقه بصفوف المقاومة الشعبية فجهز «صافاري دي روفيغو» حملة بتاريخ 28 سبتمبر 1832م في اتجاه «سوق علي» شرق بوفاريك والقليعة.
فاستطاعت المقاومة الشعبية إلحاق الهزيمة بالجيش الفرنسي في معركة سوق علي بينما تمكن الجيش الفرنسي من دخول مدينة القليعة واعتقل اثنين من عائلة «محي الدين بن مبارك».
وبتاريخ 20 نوفمبر 1832م جهز «صافاري دي روفيغو» حملة ثانية على مدينة البليدة لكنه وجدها فارغة بعد فرار سكانها بينما قامت المقاومة الشعبية بتوجيه ضربات موجعة للجيش الفرنسي في طريق عودته لمدينة الجزائر بالقرب من مضارب «قبيلة العوفية» القريبة من بودواو حاليا.
فوقعت معركة كبيرة في بودواو خسر فيها الجيش الفرنسي 57 جنديا وعقد على إثرها زعماء المقاومة الشعبية اجتماعا تاريخيا في «سوق علي» وقرروا تكوين جيش موحد بقيادة محمد بن زعموم.
فحاول الفرنسيون استمالت قائد «قبيلة حجوط» القوية المدعو «شاوش قويدر بن رابح»، وأرسلوا حملة جديدة لمواجهة محمد بن زعموم الذي انتصر عليهم بتاريخ 2 أكتوبر 1832م.
وبسبب هذه الانتصارات المتوالية للمقاومة الشعبية في منطقة متيجة توقف الفرنسيون عن أي محاولة توغل في الداخل حتى عام 1834م أثناء التحضير للتوقيع على معاهدة دي ميشال.
وفي هذه المرحلة بدأت الاتصالات بين قيادات المقاومة الشعبية والأمير عبد القادر حيث أعلن كل من الحاج «علي ولد سي سعدي» والشيخ «محي الدين بن مبارك» ولاءهما للأمير عبد القادر وعُزل «صافاري دي روفيغو» عن منصبه.

### مجزرة العوفية (1832)
قام العقيد ماكسيميليان جوزيف شوينبيرغ، بعد أقل من شهر بعد استقدامه إلى الجزائر، بالتصدي في يوم 6 أفريل 1832م لـقبيلة العوفية في الجنوب الشرقي من مدينة الجزائر قرب الحراش (بالفرنسية: Maison-carrée)‏، وذلك تحت سلطة القائد العام للجزائر آنذاك وهو «الجنرال صافاري» (دوق روفيغو).
وكانت «مجزرة قبيلة العوفية» قد أقدم على تنفيذها فوج الفرسان، مدعوما بسريتين من الفيلق الأجنبي الفرنسي، تحت إشراف وقيادة العقيد ماكسيميليان جوزيف شوينبيرغ الذي قام بإخضاع قبيلتي «العوفية» و«الخرازة» قرب مدينة الجزائر وكذلك وادي الحراش.
فقد كانت «قبيلة العوفية» تقطن في الجنوب الشرقي من مدينة الجزائر، في الإقليم الذي صار بعد ذلك بلدية من الضاحية هي بلدية الحراش (Maison Carrée خلال مرحلة الاحتلال)، وكانت مكلفة خلال مرحلة إيالة الجزائر بحراسة البرج المحصن الذي أقامه الأتراك بجوار هذه أراضي هذه القبيلة.
ذلك أن إبادة «قبيلة العوفية» تمت خلال ليلة 6 أفريل 1832م إلى 7 أفريل 1832م، حيث تم القضاء على حوالي مائة جزائري من هذه القبيلة من طرف جنود فوج الفرسان والفيلق الأجنبي، ولم ينج من هذه الإبادة إلا أربعة رجال.
فقد تمت مفاجأة هذه القبيلة قبيل فجر 7 أفريل 1832م من أجل معاقبتها بهمجية، حيث تم اعتقال شيخها واقتياده إلى مدينة الجزائر لتتم محاكمته وإدانته ثم يُطَبَّقَ عليه حكم الإعدام، ولقد هلك الكثير من الأهالي الجزائريين الأصليين خلال هذه الحادثة.
للتذكير، فإن «دوق روفيغو» أعطى الأمر لقواته في ليلة 5 أفريل 1832م بسحق «قبيلة العوفية» وإبادة أفرادها بالحراش، حيث هاجمتهم قوات العقيد ماكسيميليان جوزيف شوينبيرغ لكونها اشتبهت فيهم بأنهم قاموا بسلب مبعوثي «العميل فرحات بن سعيد» أحد المتذبذبين بين الولاء للأمير عبد القادر الجزائري وفرنسا بمنطقة الزيبان.
وقد تبين بعد التحقيق بأنه ليس لأفراد القبيلة أي مسؤولية في ذلك، إلا أن «شيخ القبيلة» تمت محاكمته محاكمة صورية وأُعْدِمَ رغم أن التهمة لم تثبت عليه ولا على القبيلة، وتم قطع رأسه وحمله هدية إلى «دوق روفيغو» الذي تبرع برأس «الشيخ ربيع بن سيدي غانم» ورأس أحد أفراد قبيلته إلى طبيب يدعى «بونافون» ليجري على الرأسين التجارب العلمية.
وكانت «قبيلة العوفية» الهادئة تعيش ليلتها في حالة من الغفلة حتى فوجئت بهجوم قوات العقيد ماكسيميليان جوزيف شوينبيرغ فكانت عملية إبادة لجميع سكانها لأنهم كانوا حلفاء المجاهدين في متيجة منطقة القبائل، وقتلوا شيخ القبيلة أمام الملأ وباعوا أشياءهم للسفير الدنماركي.
وانتهت إبادة وتدمير «قبيلة العوفية» كلية خلال يوم 10 أفريل 1832م.

### معركة الحراش (1832)
كان وقع مجزرة العوفية التي جرت ما بين 6 و10 أفريل 1832م كبيرا على المقاومين الجزائريين في سهل متيجة ومنطقة القبائل.
فما كان من الحاج علي ولد سي سعدي المتواجد عند محمد بن زعموم في «قبيلة فليسة أومليل» منذ معركة الحراش في سنة 1831م، ضمن منطقة القبائل، إلا أن اغتنم الشعور بالحزن بسبب هذه الإبادة من أجل تحريض قبائل متيجة والزواوة بهدف الانتقام من الفرنسيين.
فبعد أسابيع قليلة من مجزرة العوفية في شهر أفريل 1832م، عَلِمَتْ قيادات قبيلتي «يسر» و«عمراوة» بأن مفرزة من الجنود الفرنسيين تقوم كل يوم بالذهاب لحصاد التبن في مراعي منطقة «رأس (الوطء) الموطئ» (بالفرنسية: Ras El Outa)‏ المختصرة بكلمة «راصوطة» (بالفرنسية: Rassauta)‏ قرب برج الكيفان.
فتم حشد مائة فارس زواوي وتحضير كمين للمفرزة الفرنسية بتاريخ 23 ماي 1832م على بُعد بعض المئات من الأمتار قرب «برج الحراش» الذي كانت «قبيلة العوفية» تتحكم فيه.
وتمت إثر نصب هذا الكمين المُحكَم مهاجمة ومفاجأة 27 جنديا من الفيلق الأجنبي الفرنسي و25 فارسا من صيادي أفريقيا من طرف الفرسان الزواوة لتتم إبادة 26 جنديا منهم بعد الاشتباك معهم، ونجاة جندي واحد تم أسره.
وكانت هذه المفرزة تحت قيادة «النقيب سالومون دي موسي» (بالفرنسية: Commandant Salomon de Mussy)‏ بالنسبة لفرسان صيادي أفريقيا و«الملازم شام» (بالفرنسية: Lieutenant Cham)‏ دي الأصول السويسرية بالنسبة لجنود الفيلق الأجنبي الفرنسي الذي تم إنشاؤه بتاريخ 9 مارس 1831م من طرف الملك لويس فيليب الأول وكاتب الدولة للحرب الماريشال جان دو ديو سول.
وكانت هذه الخسارة في الأرواح قد أغضبت الجنرال «صافاري دي روفيغو» بما جعله يستغرق كل شهر جوان 1832م في البحث عن السبل والوسائل للذهاب إلى أبعد من ساحل «رأس ماتيفو» (بالفرنسية: Cap Matifou)‏ قرب عين طاية قصد الهجوم الانتقامي من المقاومين الجزائريين.
إلا أن جهود الجنرال «صافاري دي روفيغو» ذهبت سدى ولم يستطع تنظيم الهجوم المرتقب على المقاومين، في حين أن بلوغ منتصف شهر جوان عَجَّلَ في إخلاء موقع «برج الحراش» كالمعتاد من طرف الفرنسيين بسبب رطوبة المستنقعات وانتشار الأمراض المعدية خلال فصل الصيف ذي الحرارة المرتفعة.

## مكتبة الصور

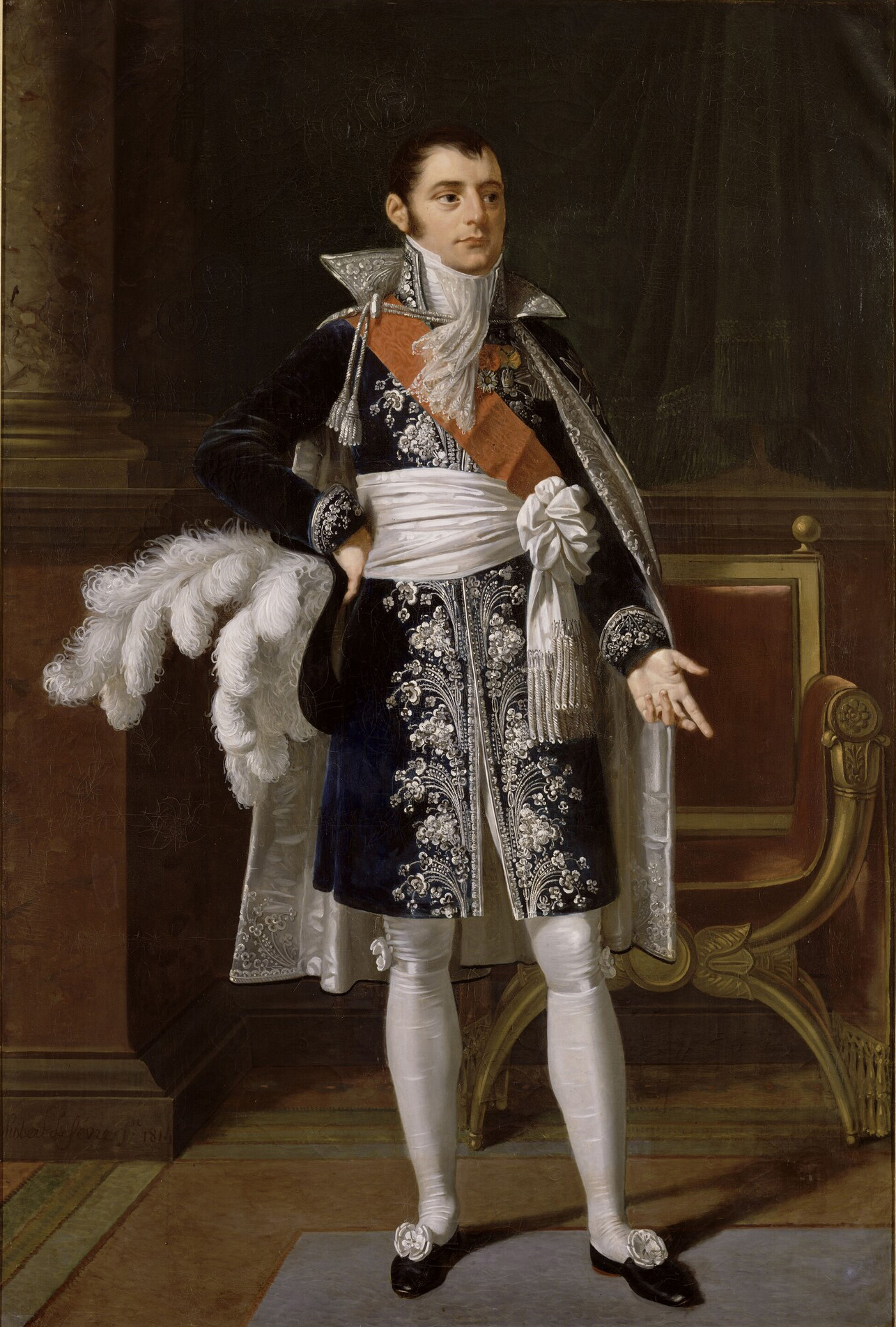
صافاري دي روفيغو
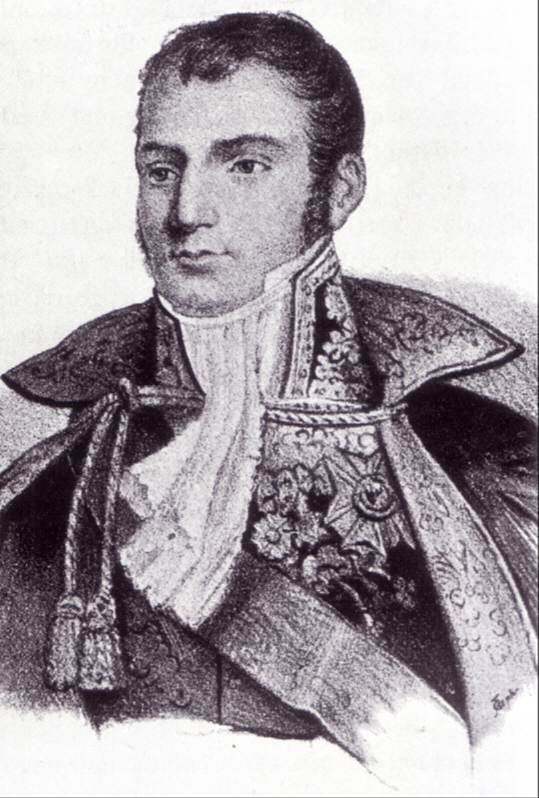
صافاري دي روفيغو
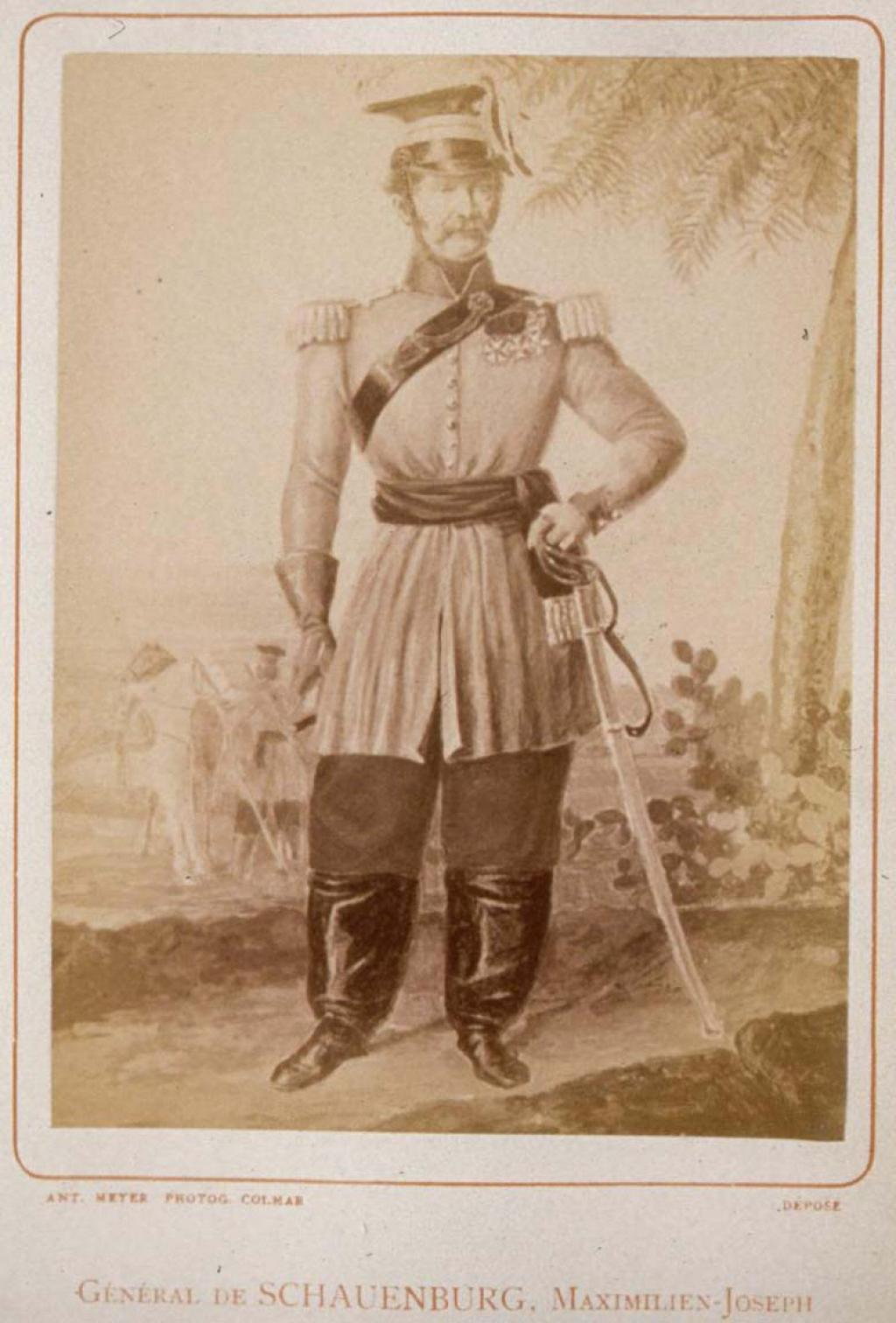
ماكسيميليان جوزيف شوينبيرغ
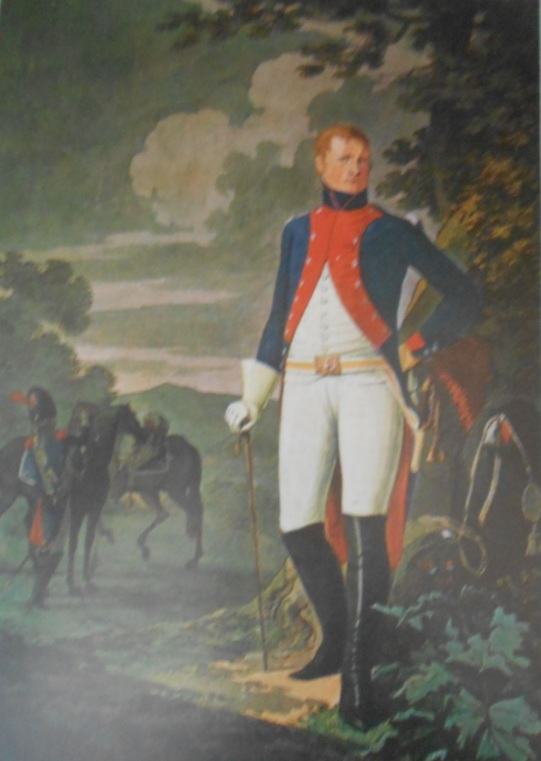
ماكسيميليان جوزيف شوينبيرغ
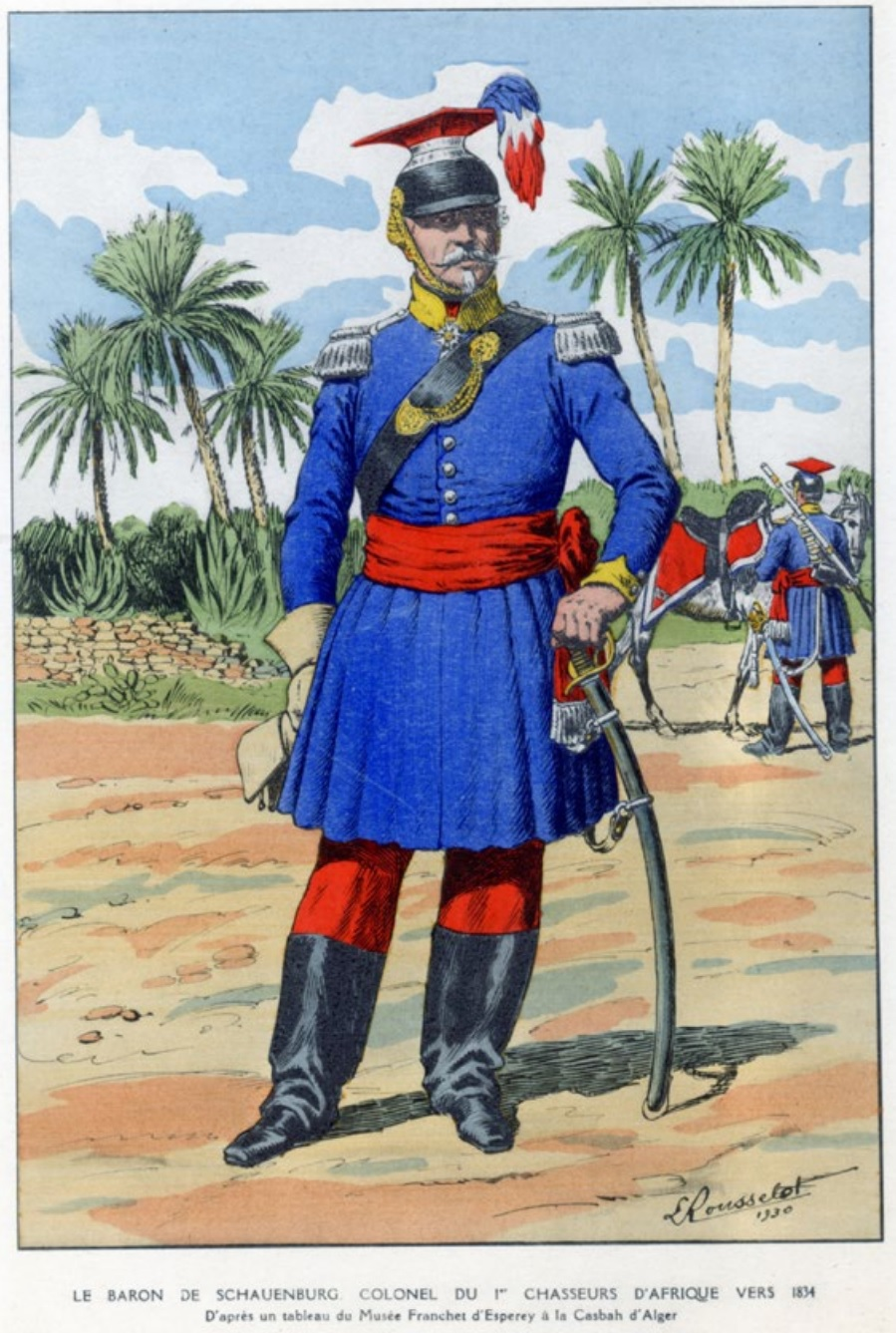
ماكسيميليان جوزيف شوينبيرغ
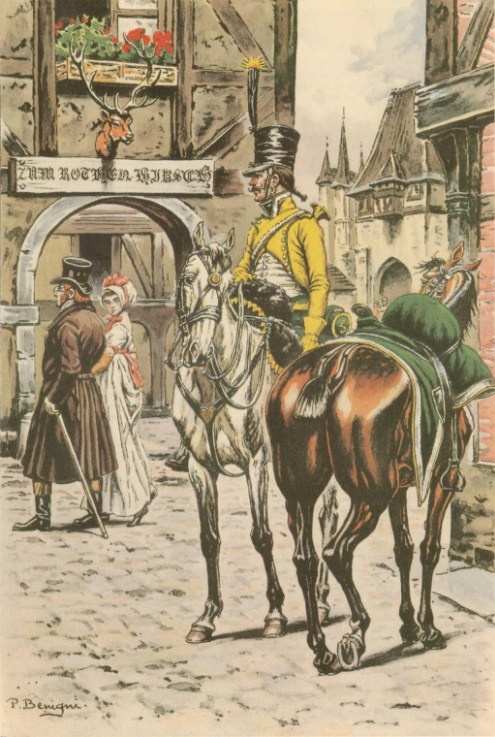
ماكسيميليان جوزيف شوينبيرغ
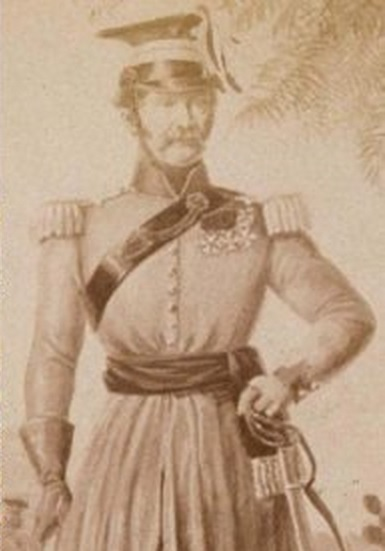
ماكسيميليان جوزيف شوينبيرغ

## روابط خارجية
- دي روفيغو على موقع الموسوعة البريطانية (الإنجليزية)

### مواضيع ذات صلة
- الأفواج العسكرية المساهمة في احتلال الجزائر من طرف فرنسا
- قائمة الحائزين على وسام جوقة الشرف في فرنسا
- أصول الفيلق الأجنبي الفرنسي